# Shire of Gingin
Shire of Gingin is een Local Government Area (LGA) in de regio Wheatbelt in West-Australië.

## Geschiedenis
Op 12 januari 1893 werd het Gingin Road District opgericht en op 23 februari 1893 het Gingin Municipal District. Op 26 juni 1903 werd het Municipal District opgeheven en bij het Road District gevoegd. Het Gingin Road District veranderde op 23 juni 1961 van naam en werd Shire of Gingin.

## Beschrijving
Shire of Gingin is een landbouwdistrict in de Wheatbelt. Het ligt iets meer dan 80 kilometer ten noorden van de West-Australische hoofdstad Perth. Shire of Gingin strekt zich uit van de kust in het westen tot aan de voet van de Darling Scarp in het oosten. De benedenloop van de rivier de Moore en Gingin Brook stromen over het grondgebied.
De belangrijkste economische sectoren in het district zijn de landbouw, visserij en het toerisme.
Shire of Gingin telde 5.576 inwoners in 2021. De hoofdplaats is Gingin.

## Plaatsen, dorpen en lokaliteiten
- Gingin
- Beermullah
- Breton Bay
- Caraban
- Gabbadah
- Ginginup
- Granville
- Guilderton
- Lancelin
- Ledge Point
- nationaal park Moore River
- Muckenburra
- Nilgen
- Red Gully
- Seabird
- Wanerie
- Wilbinga
- Woodridge
- Yeal

## Bevolkingsaantal
| Jaar | Bevolkingsaantal |
| ---- | ---------------- |
| 1911 | 669              |
| 1921 | 686              |
| 1933 | 1.063            |
| 1947 | 751              |
| 1954 | 757              |
| 1961 | 769              |
| 1966 | 1.021            |
| 1971 | 1.169            |
| 1976 | 1.255            |
| 1981 | 1.875            |
| 1986 | 2.589            |
| 1991 | 2.708            |
| 1996 | 3.178            |
| 2001 | 3.803            |
| 2006 | 4.318            |
| 2011 | 4.685            |
| 2016 | 5.217            |
| 2021 | 5.576            |